# Liste der Nummer-eins-Hits in Rumänien (2001)
Diese Liste enthält alle Nummer-eins-Hits in Rumänien im Jahr 2001. Es gab in diesem Jahr 22 Nummer-eins-Singles (ab dem 13. Januar).
| Singles |
| --- |
| - Sonique – I Put a Spell on You - 1 Woche (13. Januar – 19. Januar) - LeAnn Rimes – Can’t Fight the Moonlight - 1 Woche (20. Januar – 26. Januar) - Eminem feat. Dido – Stan - 4 Wochen (27. Januar – 23. Februar) - Jennifer Lopez – Love Don’t Cost a Thing - 1 Woche (24. Februar – 2. März) - Backstreet Boys – The Call - 1 Woche (3. März – 9. März) - Ricky Martin feat. Christina Aguilera – Nobody Wants to Be Lonely - 1 Woche (10. März – 16. März, insgesamt 3 Wochen) - Dario G – Dream to Me - 1 Woche (17. März – 23. März) - Ricky Martin feat. Christina Aguilera – Nobody Wants to Be Lonely - 2 Wochen (24. März – 6. April, insgesamt 3 Wochen) - Britney Spears – Don’t Let Me Be the Last to Know - 2 Wochen (7. April – 20. April) - Animal X – Pentru ea - 5 Wochen (21. April – 24. Mai) - Crazy Town – Butterfly - 1 Woche (25. Mai – 31. Mai, insgesamt 2 Wochen) - 3rei Sud Est – Te voi pierde - 2 Wochen (1. Juni – 7. Juni, insgesamt 7 Wochen) - Crazy Town – Butterfly - 1 Woche (8. Juni – 14. Juni, insgesamt 2 Wochen) - 3rei Sud Est – Te voi pierde - 4 Wochen (15. Juni – 12. Juli, insgesamt 7 Wochen) - Voltaj – 3D - 1 Woche (13. Juli – 19. Juli, insgesamt 3 Wochen) - 3rei Sud Est – Te voi pierde - 1 Woche (20. Juli – 26. Juli, insgesamt 7 Wochen) - Voltaj – 3D - 2 Wochen (27. Juli – 9. August, insgesamt 3 Wochen) - Animal X – Fără tine - 4 Wochen (10. August – 6. September) - Roger Sanchez – Another Chance - 1 Woche (7. September – 13. September) - N&D – Nu e vina mea - 1 Woche (14. September – 20. September, insgesamt 2 Wochen) - Gigi D’Agostino – L’amour toujours - 1 Woche (21. September – 27. September) - N&D – Nu e vina mea - 1 Woche (28. September – 4. Oktober, insgesamt 2 Wochen) - Nelly Furtado – Turn Off the Light - 1 Woche (5. Oktober – 11. Oktober) - Voltaj – 20 - 1 Woche (12. Oktober – 18. Oktober) - Michael Jackson – You Rock My World - 1 Woche (19. Oktober – 25. Oktober) - Kylie Minogue – Can’t Get You Out of My Head - 5 Wochen (26. Oktober – 30. November) - Kosheen – Hide U - 2 Wochen (1. Dezember – 14. Dezember) - Enrique Iglesias – Hero - 6 Wochen (15. Dezember 2001 – 27. Januar 2002) |

Siehe auch: Nummer-eins-Hits 2001 in  Australien, Belgien, Dänemark, Deutschland, Finnland, Frankreich, Griechenland, Irland, Italien, Japan, Kanada, Neuseeland, den Niederlanden, Norwegen, Österreich, Polen, Portugal, Rumänien, Schweden, der Schweiz, Singapur, Spanien, Ungarn, den Vereinigten Staaten und im Vereinigten Königreich.